# Mater-Bi
Mater-Bi ist ein Stärkeblend auf der Basis von Maisstärke, der als biologisch abbaubarer Werkstoff (BAW) klassifiziert ist und mit den üblichen Verfahren der Kunststoffverarbeitung verarbeitet wird.

## Eigenschaften
Mater-Bi ist der Markenname für einen Stärkeblend des italienischen Unternehmens Novamont S.p.A. Es ist ein bio-basierter und biologisch abbaubarer Kunststoff, aus dem 1992 die ersten biologisch abbaubaren Abfallsäcke in Deutschland bestanden.
Mater-Bi beruht auf der Basis von mehr als 85 % Maisstärke. Er ist kompostierbar, GVO-frei, bleifrei, wasserlöslich, rückstandsfrei verbrennbar sowie bei sortenreiner Trennung mehrfach recyclingfähig. Des Weiteren eignet sich Mater-Bi für formstabile und geschäumte Produkte. Mater-Bi-Mulchfolien und -papiere sind ein zertifiziertes ökologisches Produkt und kompostieren sich zu 100 % innerhalb 10 bis 12 Wochen. Sie werden erfolgreich im ökologischen Gemüsebau, in Gärtnereien und Baumschulen eingesetzt.
Seit 2005 läuft zudem eine Entwicklungskooperation zwischen Goodyear und Novamont zum Einsatz von Mater-Bi als Zusatzstoff für Kautschuk in der Reifenproduktion. Erste Ergebnisse zeigen bessere Grip-Eigenschaften als traditionelle Füllstoffe wie Ruß und Silica bei gleichzeitiger Reduktion des Rollwiderstands.

## Umweltzertifikate
Die biologische Abbaubarkeit der Mater-Bi-Werkstoffe wurde von verschiedenen Organisationen (DIN Certco, Berlin; AIB-Vincotte, Belgien; Istituto Italiano Plastici, Italien) entsprechend den gültigen Normen (DIN V 54900, EN 13432, UNI 10785) zertifiziert. Die ökotoxikologische Unbedenklichkeit für Tiere und Pflanzen wurde von OWS im Rahmen des OK-Compost-Prüfprogrammes (Compost Home und OK Biodegradable) geprüft und zertifiziert.